# Літл Іва
Літл Іва (англ. Little Eva, справжнє ім'я: Іва Нарциссус Бойд, англ. Eva Narcissus Boyd; 29 червня 1943 — 10 квітня 2003) — американська попспівачка. Найбільш відома піснею «The Loco-Motion», з якою вона у 1962 році очолила американські чарти.

## Біографія
Іва Бойд народилася в Белхейвені, штат Північна Кароліна, потім переїхала в Брайтон-Біч у Брукліні, Нью-Йорк. Підлітком вона працювала покоївкою і підробляла нянею з дитиною дуету Керол Кінг і Джеррі Гоффіна. Вважається, що на створення пісні авторів надихнула цікава манера Єви танцювати та що вони записали з нею цю пісню просто як демо, маючи намір потім випустити її у виконанні Ді-ді Шарп. Однак сама Керол Кінг в інтерв'ю Національному громадському радіо (NPR) незабаром після смерті Літл Іви цю версію спростувала. За її словами, їм з самого початку представляли Іву як дівчину, у якої гарний голос, тому вони вирішили записати з нею цю пісню.
Музичному продюсеру Дону Кіршнеру, що працював на Dimension Records, пісня сподобалася, і вона була випущена як грамофонний сингл. Пісня досягла першого місця в американському національному чарті 25 серпня 1962 року. Вона розійшлася більш ніж мільйоном копій.
Того ж року стосунки Іви з її бойфрендом надихнули Гоффіна і Кінг на написання пісні «He Hit Me (It Felt Like A Kiss)» («Він мене вдарив (я сприйняла це наче поцілунок)»), яку виконала група The Crystals. Вони дізналися, що бойфренд Іви її б'є, і коли запитали, чому вона це терпить, та сказала, що він так поводиться, тому що кохає.
Вона продовжувала виступати, поки їй не встановили діагноз рак шийки матки в жовтні 2001 року. Вона померла 10 квітня 2003 року в Кінстоні, штат Північна Кароліна, у віці 59 років.

## Визнання
Пісня «The Loco-Motion» у виконанні Літл Іви входить у складений Залою слави рок-н-ролу список 500 Songs That Shaped Rock and Roll.

## Сингли
| Рік  | Назва                                   | Чарти | Чарти  | Чарти |
| Рік  | Назва                                   | US    | US R&B | UK    |
| ---- | --------------------------------------- | ----- | ------ | ----- |
| 1962 | «The Loco-Motion»                       | 1     | 1      | 2     |
| 1962 | «Keep Your Hands Off My Baby»           | 12    | 6      | 30    |
| 1963 | «Let's Turkey Trot»                     | 20    | 16     | 13    |
| 1963 | «Swingin' on a Star»                    | 38    | —      | —     |
| 1963 | «Old Smokey Loco-Motion»                | 48    | —      | —     |
| 1963 | «What I Gotta Do (To Make You Jealous)» | 101   | —      | —     |
| 1963 | «Let's Start the Party Again»           | 123   | —      | —     |
| 1970 | «Mama Said»                             | —     | —      | —     |
| 1972 | «Loco-Motion»                           | —     | —      | 11    |
| 1973 | «Loco-Motion»                           | —     | —      | —     |
| 1986 | «Loco-Motion»                           | —     | —      | 87    |

- A «Mama Said» також досягла 96 місця в канадському чарті RPM Top Tracks